# Lettország világörökségi helyszínei
Lettország területéről eddig három helyszín került fel a világörökségi listára, három helyszín a javaslati listán várakozik a felvételre.
| | Riga történelmi központja |
| 1997 |                           |
| Kulturális (I)(II)() |                           |
| Védett terület: 438,3 ha, puffer zóna: 1574,2 ha, hivatkozás: 852 |                           |
| Riga, az észak-európai és balti Hanza-szövetség egyik legfontosabb központja a Daugava folyó torkolatánál, a Balti-tenger partján fekszik. Óvárosában számos középkori templom és kereskedőház épült, és itt található Európa egyik legszebb, szecessziós stílusban emelt épületcsoportja is. A középkori település gazdagságának alapja a Kelet- és Közép-Európával folytatott intenzív kereskedelem volt. A városmag szerkezetében ma is felismerhető a több évszázadig tartó virágzás emléke. A legkorábbi épületek túlnyomó többsége a gyakori tűzvészek, valamint a háborúk miatt elpusztult, és csak a 13. századi Ramer-torony, a 14. századi Lőportorony maradt meg. A 15. században Riga tipikus Hanza-várossá fejlődött, ebből a korból származik a felújított Három Fivér Háza néven ismert épületcsoport. A 17. századból maradt meg a nagyméretű Reutem-ház és a Dannenstern-ház. A Citadella építését 1760-ban kezdték meg, és ebből a korban emelték a Svéd kaput is. A város a 19. században újra fejlődésnek indult, ekkor alakult ki a középkori városmagot gyűrűként körbefogó két újabb negyed, az egyik nagyszabású neoklasszikus épületekből a másik szecessziós stílusú házakból áll. A Tőzsdepalotát 1852 és 1855 között emelték, az épületen erőteljes velencei hatás figyelhető meg. |                           |

| | Struve földmérő vonal |
| Észtország, Fehéroroszország, Finnország, Lettország, Litvánia, Moldova, Norvégia, Oroszország, Svédország és Ukrajna közös világörökségi helyszíne. |                       |
| 2005 |                       |
| Kulturális (I)(IV)(VI) |                       |
| Hivatkozás: 1187 |                       |
| A 19. századra a háromszögeléses módszer módszer már elérte azt a fejlettségi szintet, hogy rendszeresen alkalmazták a földméréseknél. Friedrich Georg Wilhelm von Struve német csillagász eldöntötte, hogy ezzel a módszerrel pontosan meghatározza a Föld formáját és nagyságát. A méréseket úgynevezett háromszögelési technikával, mérőpontok által meghatározott háromszöghálózat segítségével végezték. A munkát 1816-ban kezdték el és majdnem negyven évvel később 1855-ben fejezték be. A cél a tartui meridián, a Tartu városán áthaladó hosszúsági kör pontos megmérése volt. A tíz országon (Norvégia, Svédország, Finnország, Oroszország, Észtország, Lettország, Litvánia, Fehéroroszország, Ukrajna, Moldovai Köztársaság) áthaladó földmérő vonal a Jeges-tengertől a Fekete-tengerig húzódik, hossza 2820 kilométer, 258 háromszögből és 265 felsőrendű és 60 alsórendű pontból áll. A telepített mérési pontokból napjainkra 34 maradt meg. |                       |

| | Kuldīga óvárosa |
| 2023 |                 |
| Kulturális (V) |                 |
| Védett terület: 84,33 ha, puffer zóna: 88,85 ha, hivatkozás: 1658 |                 |
| A Lettország nyugati részén található a Venta folyó és a Alekšupīte patak találkozásánál fekvő, a 13. században alapított Kuldīga városa kivételesen jól megőrzött példája a hagyományos városi településeknek. Az eredetileg kisméretű középkori falu a 16. és 18. század között a Kurföldi és Zemgalei hercegség fontos közigazgatási központjává fejlődött. Egy dombon elterülő ovális középkori városmagja elkülönül a település többi részétől. A hercegség időszakára jellemző építészeti módszerek és kézműves hagyományok a 19. században is fennmaradtak. Kuldīga jelenlegi városszerkezete nagyrészt megőrizte fénykorára jellemző elrendezését. Épületeit különböző módszerekkel és stílusban emelték, a hagyományos helyi rönképítészet mellett külső hatások alapján készült épületek is megtalálhatók a településen. Ez a stíluskeveredés a Balti-tenger környékén élő népek valamint az utazók közötti gazdag áru- és kulturális csere bizonyítéka. |                 |

## Elhelyezkedésük
| Világörökségi helyszínek                                |
| ------------------------------------------------------- |
| Riga történelmi központja Struve földmérő vonal Kuldīga |

## Javasolt helyszínek
| Név                                          | kép | Típus      | Kritérium  | Év   | Hiv. |
| -------------------------------------------- | --- | ---------- | ---------- | ---- | ---- |
| Rundāle-palota, a hozzá tartozó kert és park |     | kulturális | I, II, IV  | 2021 |      |
| Grobiņa régészeti lelőhely                   |     | kulturális | III        | 2017 |      |
| A felső-Daugava kanyarulatai                 |     | vegyes     | V, VIII, X | 2011 |      |

## Érdekesség
Jules Verne Három orosz és három angol kalandjai regényében az egyik főszereplő alakját Friedrich Georg Wilhelm von Struve-ról mintázta, a földmérés fejlődését is bemutató regényben a Struve földmérő vonalról számos említést tesz.